# Мирс, Дерек
Дерек Мирс (англ. Derek Mears; род. 29 апреля 1972) — американский актёр и каскадёр, наиболее известен по роли Джейсона Вурхиза в перезапуске «Пятницы, 13-е» и по роли Хейза в «Топоре 3».

## Жизнь и карьера
Мирс родился в Бейкерсфилде, Калифорнии. Он окончил среднюю школу Хайленд в Бейкерсфилде в 1990 году.
Мирс много раз был указан как каскадёр и как актёр. У него были незначительные роли в фильмах и сериалах как «Тик-герой», «Скорая помощь», «Шпионка», «Детектив Нэш Бриджес», «Люди в чёрном 2», «Щит», «C.S.I.: Место преступления Нью-Йорк», «Меня зовут Эрл», «C.S.I.: Место преступления Майами», «Сообщество» и «У холмов есть глаза 2». Его каскадёрские роли включают фильмы «Пираты Карибского моря: Проклятие „Чёрной жемчужины“», «Пираты Карибского моря: Сундук мертвеца», «Индиана Джонс и Королевство хрустального черепа» и «Лезвия славы: Звездуны на льду», и такие телесериалы как «Ангел» и «Кости».
Прорывом Мирса в главной роли стал новый фильм «Пятница, 13-е». Гуру по гриму и спецэффектам Скотт Стоддард, который создал новый вид персонажа Мирса, Джейсона Вурхиза, порекомендовал его продюсерам Брэду Фуллеру и Эндрю Форму из Platinum Dunes. Из-за роста Мирса в 6 футов 5,5 дюймов (1,97 м) он стал одним из самых высоких актёров, которые когда-либо изображали Джейсона, кроме Кена Кирцингера, у которого схожий рост с Мирсом. Его номинировали на «MTV Movie Awards» в категории лучший кинозлодей за его изображение Вурхиза, но проиграл Хиту Леджеру в роли Джокера в «Тёмном рыцаре».
Он подписал контракт на возвращение на следующий фильм «Пятницы, 13-е» и на другой фильм от Platinum Dunes. Если Мирс повторит роль Джейсона, он станет только вторым человеком, который изобразил персонажа более чем раз, вслед за Кейном Ходдером. Он изобразил Классического хищника в научно-фантастическом сиквеле 2010 года «Хищники».
Мирс также появился в американском ситкоме «Сообщество» в эпизоде «Романтическим экспрессионизм». Он появился в роли зомби, указанного как «Оружейник», в фильме «Пираты Карибского моря: На странных берегах».

## Фильмография
| Год  | Название                                    | Ориг. название                              | Роль                  | Примечания                                           |
| ---- | ------------------------------------------- | ------------------------------------------- | --------------------- | ---------------------------------------------------- |
| 2004 | Щит                                         | The Shield                                  | Крейзихаус            | телесериал (один эпизод)                             |
| 2004 | Скорая помощь                               | ER                                          | Джозеф                | телесериал (один эпизод)                             |
| 2005 | Оборотни                                    | Cursed                                      | оборотень             |                                                      |
| 2005 | Затура: Космическое приключение             | Zathura                                     | главный зоргон        |                                                      |
| 2006 | У холмов есть глаза                         | The Hills Have Eyes                         | Лэрри                 |                                                      |
| 2006 | Пираты Карибского моря: Сундук мертвеца     | Pirates of the Caribbean: Dead Man’s Chest  | помощник Дэйви Джонса |                                                      |
| 2007 | Лезвия славы: Звездуны на льду              | Blades of Glory                             | Джош                  | камео                                                |
| 2007 | У холмов есть глаза 2                       | The Hills Have Eyes 2                       | Хамелеон              |                                                      |
| 2008 | Полупрофессионал                            | Semi-Pro                                    | в роли самого себя    |                                                      |
| 2008 | Обитель зла: Вырождение                     | Resident Evil: Degeneration                 | Кёртис Миллер/Дж.     | захват движения                                      |
| 2009 | Пятница, 13-е                               | Friday the 13th                             | Джейсон Вурхиз        | главная роль                                         |
| 2010 | Хищники                                     | Predators                                   | «классический» хищник | главная роль                                         |
| 2011 | Пираты Карибского моря: На странных берегах | Pirates of the Caribbean: On Stranger Tides | оружейник             |                                                      |
| 2011 | Арена                                       | Arena                                       | Брутус Джексон        |                                                      |
| 2013 | Охотники на ведьм                           | Hansel and Gretel: Witch Hunters            | Эдвард                |                                                      |
| 2013 | Перси Джексон и Море чудовищ                | Percy Jackson: Sea of Monsters              | циклоп                |                                                      |
| 2013 | Топор 3                                     | Hatchet III                                 | Хейз                  |                                                      |
| 2014 | Черепашки-ниндзя                            | Teenage Mutant Ninja Turtles                | ниндзя                |                                                      |
| 2015 | Хватай и беги                               | Freaks of Nature                            | Вольф                 |                                                      |
| 2016 | Закон ночи                                  | Live by Night                               | Донни Гишлер          |                                                      |
| 2016 | Красные против Синих                        | Red vs. Blue                                | Рубен Лозано          | озвучка (веб-сериал); эпизоды: «Call» «Consequences» |
| 2016 | RWBY                                        | RWBY                                        | Корсак Албаин         | озвучка; веб-сериал эпизод: «Menagerie»              |
| 2017 | Твин Пикс                                   | Twin Peaks                                  | Рензо                 | телесериал                                           |
| 2017 | Агенты «Щ.И.Т.»                             | Agents of S.H.I.E.L.D.                      | капитан Крии          | эпизод: «Orientation»                                |
| 2018 | Флэш                                        | The Flash                                   | Силберт Рундин        | эпизоды «Honey I Shrunk Team Flash» и «True Colors»  |
| 2019 | Алита: Боевой ангел                         | Alita: Battle Angel                         | Ромо                  |                                                      |
| 2019 | Болотная тварь                              | Swamp Thing                                 | Болотная тварь        |                                                      |
| 2020 | Легенды завтрашнего дня                     | Legends of Tomorrow                         | Болотная тварь        |                                                      |